# Tephrosia melanocalyx
Tephrosia melanocalyx är en ärtväxtart som beskrevs av John Gilbert Baker. Tephrosia melanocalyx ingår i släktet Tephrosia och familjen ärtväxter. Inga underarter finns listade i Catalogue of Life.